# Булаково (Любимский район)
Булаково — деревня в Любимском районе Ярославской области Российской Федерации.
С точки зрения административно-территориального устройства входит в состав Осецкого сельского округа. С точки зрения муниципального устройства входит в состав Осецкого сельского поселения.

## География
Находится в пределах центральной части Московской синеклизы Восточно-Европейской (Русской) платформы, в южной части района, в 37 км к югу от Любима и в 60 км к северо-востоку от Ярославля. Поблизости находятся населённые пункты Андрейково, Долгово, Иванниково, Ившино, Нелюдово, Рузбугино, Степанково, Терениково, Шигино, Яковлевское (Ленинский сельсовет) и другие.

### Климат
Климат характеризуется как умеренно-континентального климата с умеренно-теплым влажным летом, умеренно-холодной зимой и ярко выраженными сезонами весны и осени. Среднегодовая температура — +3,2°С. Средняя температура самого тёплого месяца (июля) — +18,2°С; самого холодного месяца (января) — −11,7°С. Абсолютный максимум температуры — +34°С; абсолютный минимум температуры — −35°С.

## Население
| 2007 | 2010 |
| ---- | ---- |
| 61   | ↘52  |

На 01.01.1989 население составило 61 чел..

## Инфраструктура
МОУ Булаковская ООШ.
Планируется строительство межпоселкового газопровода высокого давления: г. Любим — с. Закобякино — д. Булаково (I очередь).

## Транспорт
Проходят автодорога общего пользования межмуниципального значения «Булаково-Яковлевское» (общей протяженностью 0,6 км, тип покрытия: грунтовые естественные, осреднённая ширина полосы отвода — 18 метров) и «Тильбугино-Булаково» (общей протяженностью 6,5 км, тип покрытия: асфальтобетонное, осреднённая ширина полосы отвода — 20 метров).